# Mens (Isère)
Mens település Franciaországban, Isère megyében. Lakosainak száma 1431 fő (2022. január 1.). Mens Cornillon-en-Trièves, Prébois, Saint-Baudille-et-Pipet, Saint-Jean-d’Hérans és Châtel-en-Trièves községekkel határos.

## Népesség
A település népességének változása:
| Lakosok száma | 1090 | 1116 | 1129 | 1382 | 1343 | 1379 | 1397 | 1393 | 1406 | 1431 |
|               | 1968 | 1982 | 1990 | 2006 | 2013 | 2015 | 2017 | 2019 | 2020 | 2022 |